# Faust (Goethe)

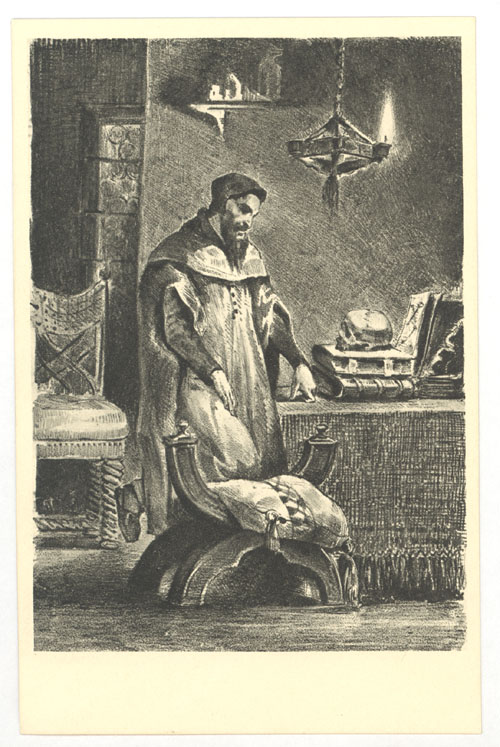
Doktor Faust

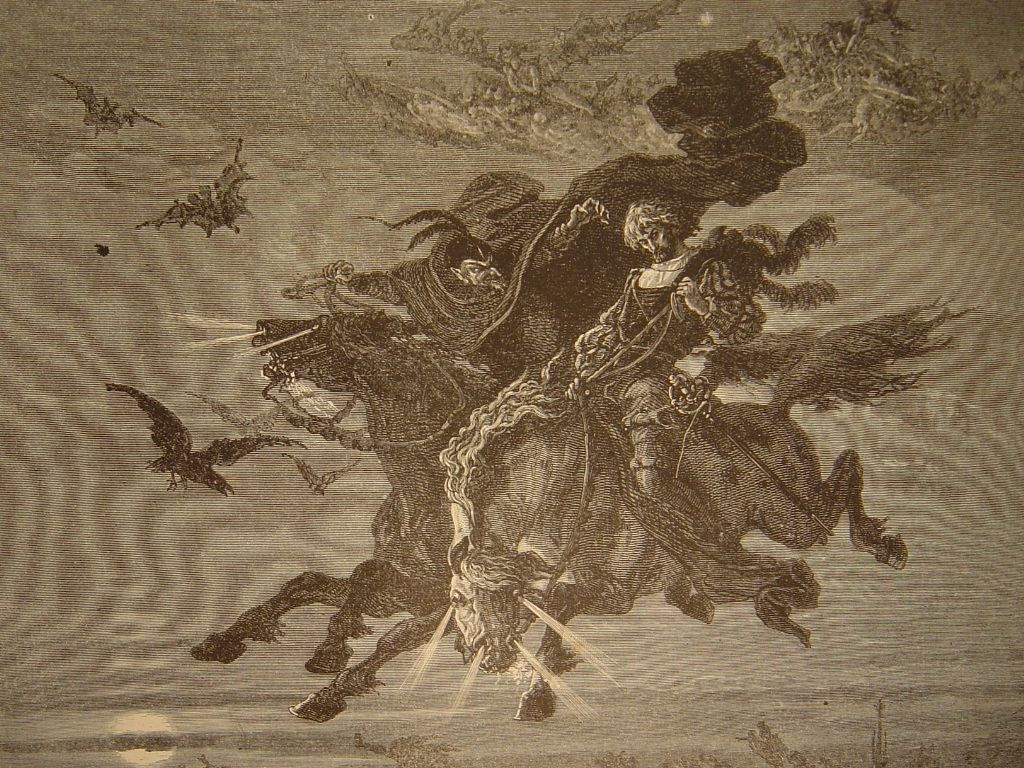
Faust a Mefistofeles

Faust je veršovaná tragédie básníka a dramatika Johanna Wolfganga von Goetha o dvou dílech, pokládaná za jeden z nejvýznamnějších textů německé literatury. Goethe na Faustovi pracoval s přestávkami po celý svůj život.
Někdy se Faust označuje za „nehratelné knižní drama“. Inscenovat Fausta v úplnosti je skutečně velmi náročné, a to už vzhledem k rozsahu díla (přes 12 tisíc veršů, tj. trojnásobek Hamleta). Většinou se na divadle hraje jen upravený první díl, druhý díl se na jevištích uvádí vzácně.
Časem se mění hodnocení I. a II. dílu dramatu. V 19. století se ještě považoval II. díl Fausta za nepodařený. Například Josef Jiří Kolár r. 1863 v předmluvě ke svému průkopnickému překladu prvního dílu soudí, že ve druhém dílu je „mnoho nesrozumitelného a mnoho nesmyslu“ a je zbytečné jej překládat. Až ve 20. století divadlo objevilo II. díl Fausta jako fascinující dramatický text.

## Vznik
Goethe látku Fausta promýšlel již od mládí. Nejranější podoba díla, známá jako Urfaust, byla zapsána mezi lety 1772 a 1775. V roce 1790 byl vytištěn tzv. Fragment I. dílu, pro nějž autor přibásnil dvě scény a řadu míst změnil. Předběžná verze I. dílu byla dokončena r. 1806 a vydána r. 1808. V letech 1828–1829 Goethe text revidoval.
Druhý díl Fausta zapsal Goethe v posledních letech svého života. 3. dějství II. dílu vyšlo ve 4. svazku posledního vydání sebraných spisů ještě za autorova života na jaře 1827. Celé dílo bylo dokončeno v létě 1831 a vydáno, podle autorova přání, posmrtně v roce 1832.

## Inspirace
Goethe zpracoval středověkou legendu o učenci Faustovi, jenž zaprodal svou duši peklu. Předlohou faustovských legend je skutečná historická postava dr. Johanna Georga Fausta (asi 1480–1540), středověkého německého alchymisty, o kterém již za jeho života kolovaly pověsti o jeho spolčení s ďáblem.

## Hlavní postavy
- Jindřich (Heinrich) Faust, učenec
- Mefistofeles je jeden z ďáblů, ne však jednorozměrné zobrazení zla. Podle Hospodina je Mefistofeles „čtverák“, který má dráždit k činnosti člověka, aby nezpohodlněl. Sám Mefistofeles se charakterizuje slovy „jsem duch, jenž stále popírá“, a „té síly díl jsem já, jež, chtíc vždy páchat zlo, vždy dobro vykoná“. Projevuje se někdy jako kousavý a inteligentní kritik, někdy jako nihilista. Komika, která by jako by pocházela z loutkového Fausta, je přítomna, i pokud jde o čerta: viz jeho námluvy se sousedkou Martou i jeho závěrečné „homosexuální“ scény.
- Markétka, Faustova milenka (v originále Margaret nebo Gretchen)
- Marta, Markétčina sousedka
- Valentin, Markétčin bratr
- Wagner, Faustův fámulus; reprezentuje typ vědeckého omezence, který si neklade hlubší otázky po smyslu svého konání.
- Císař
- Helena, postava z řecké mytologie, nejkrásnější z žen

## Děj

### První díl
Hra se otevírá Věnováním, jímž básník naznačuje poměr k dílu svého mládí, ke kterému se po dlouhé době navrací.
Následuje Předehra na divadle, v níž divadelní ředitel, básník a komik diskutují o smyslu divadla.
V Prologu v nebi uzavírají Hospodin a Mefistofeles sázku o Faustovu duši.
Doktor Jindřich Faust si bolestně uvědomuje, že zestárl, aniž dosáhl skutečného poznání, proslulosti nebo jmění, a ani si nedokázal užívat životních radostí. Podepisuje s ďáblem Mefistofelem smlouvu ve formě sázky – jestliže bude aspoň na okamžik spokojen, propadne jeho duše ďáblu; ten mu za to bude sloužit až do jeho smrti. Mefistofeles Fausta omladí, vezme jej na cestu po světě a pomáhá mu zapříst poměr s mladou Markétkou. Vztah končí tragicky: Markétka porodí nemanželské dítě, v zoufalství je zabije, je uvězněna a čeká na popravu. Faust ji chce pohnout k útěku, ona však odmítá. Faust ji ponechává jejímu osudu a milosti Boží.

### Druhý díl
Faust zde vystupuje jako činný a sebevědomý podnikatel, vojevůdce a státník („zhlédneme malý a pak velký svět“).
Druhý díl je rozdělen do pěti jednání, jejichž hlavní témata jsou:
- 1. a 4. akt: Faust a císař. Kultura, civilizace, moc.
- 2. a 3. akt: Faust a Helena. Příroda, poezie, touha.
- 5. akt: Faustova smrt. Vina, smrt, vykoupení.

1. akt: Ocitáme se nejprve v půvabné krajině, potom na dvoře mladého, lehkomyslného císaře. Faust vynalézá papírové peníze a zachraňuje císaře před úpadkem. Na žádost císaře vyvolá z podsvětí přelud trojské Heleny. Je uchvácen její krásou a zamiluje se do ní.
2. akt: Děj se vrací do staré Faustovy laboratoře. Někdejší fámulus Wagner nyní chemickou cestou stvořil umělou bytost, Homunkula. Faust se vydává hledat Helenu, s ním i Homunkulus, který touží po tom, aby se mohl organicky dotvořit. Následuje klasická Valpuržina noc, která zobrazuje to, co je ve starověkých bájích nestvůrné a přízračné. Homunkulus se nakonec rozlije do moře, když se jeho skleněný obal rozbil o skálu.
3. akt: Faust získává Helenu, antický symbol krásy. Jejich syn Euforion, sotva se narodil, vyrůstá rychle ve vášnivého mladého muže. Euforion, zplozenec antické Řekyně a středověkého Germána, je symbolem umění romantického, vzniklého z prolnutí klasicismu a gotiky. Euforion brzy umírá, když se zřítí z výše. Potom zmizí také Helena; po obou zůstává jen jejich šat. Sen antiky tak pro Fausta skončil.
4. akt: Faust a Mefisto přispějí císaři v občanské válce proti vzdorocísaři. Po vyhraném boji si Faust vyžádá na císaři zemi na pobřeží v léno, aby mohl „hranici zúžit širé mořské pláně, kus pevniny jí urvat odhodlaně“.
5. akt: Faust je již velmi starý, ale stále činorodý muž. Pomocí hrází a přehrad zatlačil moře, získal majetek obchodem a pirátstvím a vybudoval na nové půdě palác. Je podrážděný, protože mu nepatří blízká chatka dvou stařečků a kaplička („když nepatří mi pár těch stromů, já nevěřím, že můj je svět.“). Poručí Mefistofelovi, aby staré manžele přestěhoval. Ďáblův zákrok končí vraždou a požárem. Personifikovaná Starost na Fausta dýchne, a on oslepne. Ani teď ale neztrácí víru v sebe. Po proklamaci plánů na lepší život svých poddaných („na volné hroudě s volným lidem stát“) mluví o předtuše okamžiku blaženosti v budoucnu a padá mrtev. Mefistofeles se domnívá, že Faust prohrál sázku a uplatňuje nárok na jeho duši. Díky Faustovu ustavičnému spění, ale i díky Markétčině přímluvě jeho duše nepropadá ďáblu. Sbor andělů odnáší to, co je na Faustovi nesmrtelného, do nebe.

## České překlady
Překlady lze rozdělit podle toho, zda jsou prvotně určeny pro četbu nebo pro inscenaci.
- Josef Jiří Kolár (I. díl, 1863, hrán již 1855)
- František Vlček (I. díl, 1890)
- Jaroslav Vrchlický (I. a II. díl, 1890)
- Otokar Fischer (I. a II. díl, 1928)
- Jaroslav Bílý (adaptační překlad I. a částí II. dílu, uvedený v režii Luboše Pistoria ve Vinohradském divadle r. 1970, tiskem nevyšel)
- Olga Mašková (I. díl s částmi II. dílu, 1985, knižně vyšlo v roce 2015, ISBN 978-80-7492-201-5)
- Karel Kraus (I. díl s částmi II. dílu a paralipomen, inscenační úprava Otomara Krejči, vydalo Národní divadlo v Praze, 1997, ISBN 80-85921-60-X)
- Petr Bouř (I. díl, 2004)
- Radek Malý (2018, volná parafráze obou dílů pro inscenaci v Národním divadle)

## Některé výklady
Jak uvádí Vladimír Just, Goethův Faust je v jistém ohledu „naddimenzovaný“, „nejednotný“ či „neústrojný“. Díky tomu je ale otevřen potenciálně nekonečnému počtu interpretací.
Jednou z obtížně vyložitelných částí je zabití Filemona a Baucis na začátku pátého aktu 2. dílu. Buď šlo o chladnokrevnou vraždu nebo o znak toho, že už Faust podléhá stařecké pošetilosti. Přitom bychom ale očekávali, že dosáhl jisté moudrosti. Objevují se i názory, že Goethovi již na přesvědčivý závěr nestačily síly. František Tomáš Bratránek scénu ve svém Výkladu Goethova Fausta interpretuje hegelovsky jako srážku dvou sobectví a jejich překonání. Carl Gustav Jung se s touto scénou nesmířil a byl by přál Faustovi „ještě trochu očistce“.
Také Masaryk se pozastavuje nad tím, jak bezohledně se Faust starých manželů zbavuje, tím spíše, že čin již nelze omluvit vášní. Dle Masaryka „Goethe staví proti skepsi velikou synthesi umělecko-filosoficko-náboženskou. Faust je typ egoismu docela uvědomělého, egoismu hrozného. Přes všecku svou sílu nezvítězil. Titan rozumu, ale slaboch srdcem“.
Eduard Goldstücker chápe novou pevninu urvanou moři jako překonání středověku, pátý akt (pirátství a jiné zločiny) jako zobrazení původní, dravé kapitalistická akumulace a závěr jako vizi lidské společnosti, která by ve stálém boji pouze s přírodou rostla k stále vyšší svobodě.
Podle Karla Kosíka je zničení příbytku stařečků projevem zaslepenosti. Kosík klade vedle sebe následující výjevy: hořící chatrč, oslepený Faust deklamující ódu a Lemurové hloubící hrob. Faust je posedlý chtivostí vládnout a kontrolovat, stará se výhradně o své dílo. Podle Kosíka Faust vyhrál sázku s ďáblem, ale vyhrál ji příliš absolutním způsobem a stal se obětí výhry; ďábel sázku prohrál, ale ironicky, a stal se neoddělitelnou součástí systému, v němž nikomu není dovoleno poeticky „prodlít“.
Dle Jana Patočky je Faust tragédií pouze Markétčinou, ne Faustovou; pantragismus je jen povrch, duše se prodat nemůže, nesmrtelnost není problémem, ale výchozím bodem. V tomto vidí Patočka spřízněnost Goetha s Hegelem.
Sám Goethe se k výkladům Fausta vyjádřil: „Jen si pořád nemyslete, že je plané všecko, co není nějakou abstraktní myšlenkou a ideou! To mi přijdou a ptají se, jakou ideu jsem se snažil ztělesnit ve svém Faustovi. Jako bych to sám věděl a dovedl vyjádřit! Od nebe světem k peklu; to by bylo něco, musí-li to již být; to však není idea, nýbrž chod děje. A dál, že ďábel prohrává sázku a že člověk, který z těžkého bloudění usiluje stále výš, k lepšímu, může být spasen, to je sice účinná a dobrá myšlenka, která mnoho vysvětluje, ale není to idea, jež by byla základem celku i každé jednotlivé scény zvlášť.“

#### Texty
- Dílo Faust ve Wikizdrojích
- Dílo Faust - Der Tragödie erster Teil ve Wikizdrojích (německy)
- Dílo Faust - Der Tragödie zweiter Teil ve Wikizdrojích (německy)
- Digitalizovaná vydání díla Faust v České digitální knihovně (česky)
- Faust, německý text (moderní pravopis)

#### Výklady
- Boris Cvek: Rozbor Goethova Fausta (1. část 2. část 3. část 4. část 5. část)
- Jiří Stromšík: Poznámky k novějším překladům Fausta, 1997 (Souvislosti.cz)
- Vladimír Just: Gnóze a Faust

#### Ilustrace
- Ilustrace Eugèna Delacroixe k 1. dílu Fausta